# Spirorhaphe

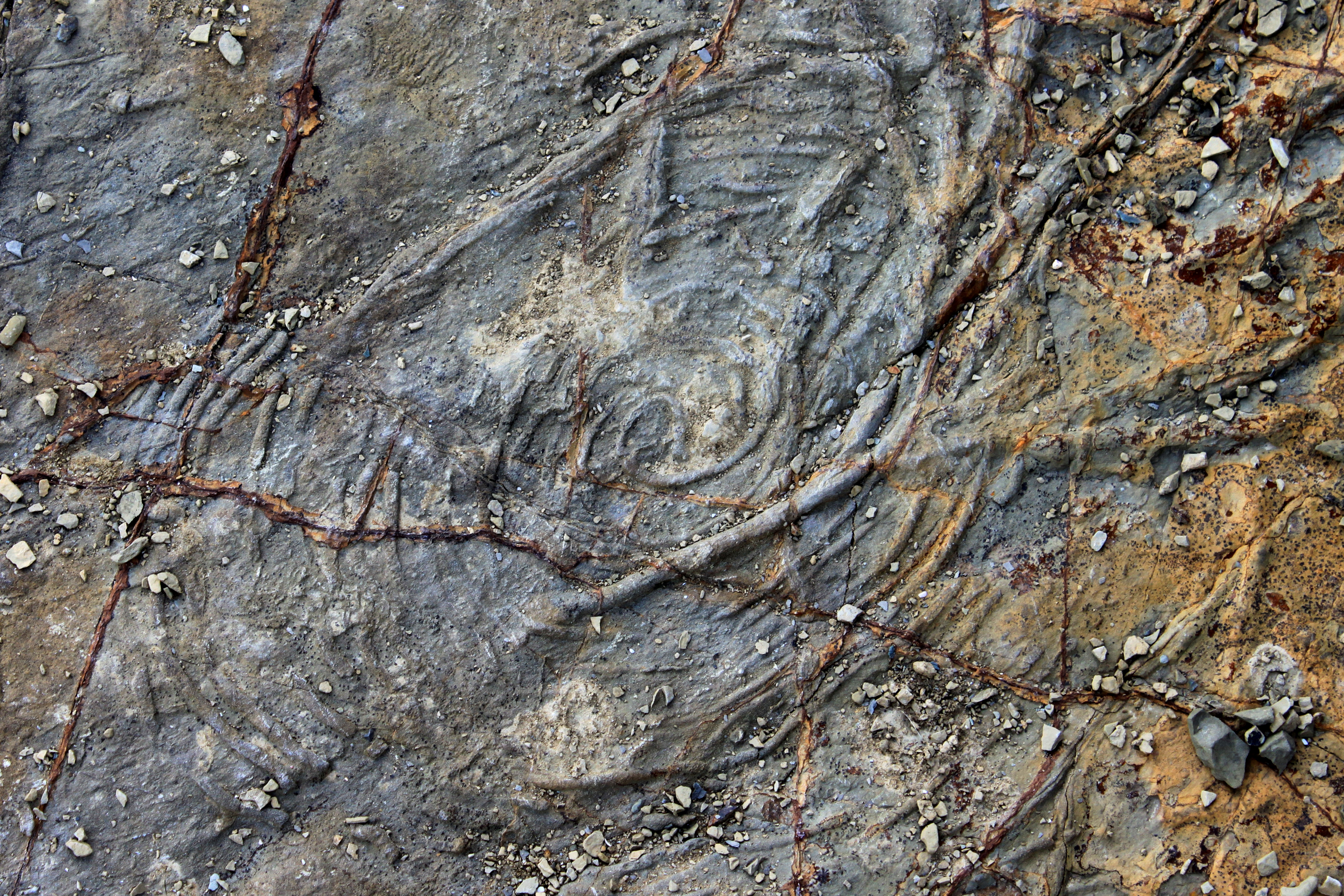
Spirorhaphe en arenisca de los flyschs de punta de San García (España). Complejos del Campo de Gibraltar, Unidad de Algeciras (Oligoceno-Mioceno).

Spirorhaphe Fuchs 1895 es un paragénero de icnofósiles grafoglíptidos presente en rocas sedimentarias de facies marina profunda, característica de zonas turbídicas. Estas trazas fósiles se presentan en el rango temporal desde el Pérmico hasta el Cenozoico. Las trazas características de este grupo son tubulares y muy comúnmente lisas que forman una estructura espirilada muy apretada con diámetros de vuelta de entre 5 y 20 centímetros. La espiral está formada realmente por dos pistas paralelas, una de ida y otra de vuelta con el cambio de dirección en su centro.
Hasta la actualidad se han identificado tres icnoespecies pertenecientes a Spirorhaphe, S. involuta, S. azteca y S. zumayensis que se diferencian entre sí por la presencia de estriaciones en las pistas. Las pistas tubulares que se observan en los fósiles corresponden a galerías excavadas en el fango del fondo marino y aunque se desconoce qué organismo pudo formarlas se ha postulado que pueden corresponderse a un poliqueto. De ser así es posible que esta estructura en espiral fuese una trampa bacteriana, un entorno con las características adecuadas para la proliferación bacteriana en la que el poliqueto podía obtener su alimento.